# Chrysopogon elongatus
Chrysopogon elongatus là một loài thực vật có hoa trong họ Hòa thảo. Loài này được (R.Br.) Benth. mô tả khoa học đầu tiên năm 1878.